# ریکی فن وولفسوینکل
ریکی فن وولفسوینکل (هلندی: Ricky van Wolfswinkel؛ زادهٔ ۲۷ ژانویهٔ ۱۹۸۹) بازیکن فوتبال اهل هلند است.
از باشگاه‌هایی که در آن بازی کرده‌است می‌توان به باشگاه فوتبال سن-اتین، باشگاه فوتبال اوترخت، باشگاه فوتبال اسپورتینگ، باشگاه فوتبال رئال بتیس، باشگاه فوتبال نوریچ سیتی، و باشگاه فوتبال ویتس‌آرنهم اشاره کرد.
وی همچنین در تیم‌های ملی فوتبال زیر ۱۹ سال هلند، زیر ۲۱ سال هلند، و هلند بازی کرده‌است.